# Amstel Gold Race 1991
La 26e édition de la course cycliste, l'Amstel Gold Race a eu lieu le 27 avril 1991 et a été remportée par le Néerlandais Frans Maassen.

## Classement final
| Pos. | Coureur            | Pays      | Équipe       | Temps           |
| ---- | ------------------ | --------- | ------------ | --------------- |
| 1    | Frans Maassen      | Pays-Bas  | Buckler      | 6 h 04 min 46 s |
| 2    | Maurizio Fondriest | Italie    | Panasonic    | + 0 s           |
| 3    | Dirk De Wolf       | Belgique  | Tonton Tapis | + 0 s           |
| 4    | Thierry Laurent    | France    | R.M.O.       | + 10 s          |
| 5    | Eric Vanderaerden  | Belgique  | Buckler      | + 16 s          |
| 6    | Olaf Ludwig        | Allemagne | Panasonic    | + 16 s          |
| 7    | Laurent Jalabert   | France    | Toshiba      | + 16 s          |
| 8    | Carlo Bomans       | Belgique  | Weinmann     | + 16 s          |
| 9    | Jelle Nijdam       | Pays-Bas  | Buckler      | + 16 s          |
| 10   | Johan Museeuw      | Belgique  | Lotto        | + 16 s          |